# Мелихов, Анатолий Михайлович
Анатолий Михайлович Мелихов (15 апреля 1943, Усть-Катав, Челябинская область — 30 сентября 2024) — советский и казахстанский хоккейный тренер. Заслуженный тренер Республики Казахстан.

## Биография
Родился в многодетной семье. Выступал за команду Усть-катавского вагоностроительного завода в хоккей и футбол с Валерием Знарком. Победитель первенства Челябинской области по футболу среди юношей. Работал на заводе помощником фрезеровщика. В 1962 году был призван в инженерный батальон технических войск, где прослужил три года. Работал в Усть-Каменогорске аппаратчиком на свинцово-цинковом заводе, играл за заводскую команду.
В 1970 году окончил педагогический институт, играл за команду «Иртыш» Глубоковского района. Помогал в участии в соревнованиях «Алтайсвинецстрою» (Усть-Каменогорск), где стал работать старшим инструктором. Работал монтажником, затем стал детским тренером в хоккейной школе. Был методистом в Восточно-Казахстанской областной школе олимпийского резерва по хоккею с шайбой.
Среди воспитанников — Андрей Пчеляков, Максим Комиссаров, Сергей Невструев, Константин Сподаренко, Дмитрий Уппер, Сергей Александров, Андрей Трощинский, Виталий Новопашин, Антон Комиссаров, Денис Шемелин и другие.
Тренер в команде «Торпедо-2» Усть-Каменогорск (1995—1997). Тренер в молодёжной сборной Казахстана (1997—1998). В сезоне 2003/04 — главный тренер команды чемпионата Казахстана «Барыс» и сборной Казахстана U18.
Умер 30 сентября 2024 года в возрасте 81 года.